# 스트럭 바이 라이트닝
《스트럭 바이 라이트닝》(영어: Struck by Lightning)는 2012년 공개된 미국의 성장 코미디 드라마 영화이다. 크리스 콜퍼가 각본과 주인공 역을 맡았다. 폴리 버건의 유작이다.

## 출연
- 크리스 콜퍼 - 칼슨 필립스 역
- 앨리슨 재니 - 셰릴 필립스 역
- 크리스티나 헨드릭스 - 에이프릴 역
- 세라 하일런드 - 클레어 매슈스 역
- 카터 젱킨스 - 니컬러스 포브스 역
- 브래드 윌리엄 헹키 - 교장 기퍼드 역
- 레블 윌슨 - 맬러리 배그스 역
- 앤절라 킨지  - 샤프턴 씨 역
- 폴리 버건 - 할머니 역
- 더멋 멀로니 - 닐 필립스 역
- 앨리 그랜트 - 러미 베이커 역
- 애슐리 리카즈 - 비키 조던 역
- 로비 어멜 - 저스틴 워커 역
- 찰리 핀 - 콜린 워커 코치 역
- 로버토 어과이어 - 이밀리오 로페즈 역
- 맷 프로콥 - 드웨인 마이클스 역
- 그레이엄 로저스 - 스콧 토머스 역
- 스콧 베일리

## 기타 제작진
- 총괄 제작: 제이슨 마이클 버먼, 크리스 콜퍼, 로런스 M. 코파이킨, 글렌 리그버그
- 배역: 애니아 콜로프, 마이클 V. 니컬로
- 미술: 린다 버턴
- 의상·분장: 웬디 척